# گمینا شرودا ویلکوپولسکا
گمینا شرودا ویلکوپولسکا (به لهستانی:  Gmina Środa Wielkopolska) یک گمینا در لهستان است که در شهرستان شرودا ویلکوپولسکا واقع شده‌است. گمینا شرودا ویلکوپولسکا ۲۰۷٫۱ کیلومتر مربع مساحت و ۳۰٬۰۲۳ نفر جمعیت دارد.